# NCC Open
Het NCC Open was een golftoernooi dat deel uitmaakte van de Europese Challenge Tour. Het werd al die jaren gespeeld op de Söderåsens Golf Club, een parkbaan in het midden van Zweden. 

## Winnaars
| Jaar        | Winnaar               | Info                                  |          |
| FLA Open    | FLA Open              | FLA Open                              | FLA Open |
| ----------- | --------------------- | ------------------------------------- | -------- |
| 1990        | Olle Nordberg         |                                       |          |
| SIAB Open   |                       |                                       |          |
| 1991        | Jon Evans             |                                       |          |
| 1992        | Mikael Krantz         |                                       |          |
| 1993        | ?? Per-Ive Persson po | play-off gewonnen van Fredrik Larsson |          |
| 1994        | Per Haugrsrud         |                                       |          |
| Compaq Open |                       |                                       |          |
| 1995        | Dennis Edlund         |                                       |          |
| SIAB Open   |                       |                                       |          |
| 1996        | Kalle Vainola po      | play-off gewonnen van Adam Mednick    |          |
| 1997        | Joakim Rask           |                                       |          |
| NCC Open    |                       |                                       |          |
| 1998        | Johan Ryström         |                                       |          |
| 1999        | Per G. Nyman          |                                       |          |
| 2000        | David Higgins         |                                       |          |
| 2001        | Benn Barham           |                                       |          |